# Groß Laasch
Groß Laasch là một đô thị ở huyện of Ludwigslust, bang Mecklenburg-Vorpommern, Đức. Đô thị này có diện tích 27,22 km², dân số thời điểm 31 tháng 12 là 1046 người.